# Ceratopogon longitarsis
Ceratopogon longitarsis är en tvåvingeart som först beskrevs av Mayer 1940.  Ceratopogon longitarsis ingår i släktet Ceratopogon och familjen svidknott. Arten är reproducerande i Sverige. Inga underarter finns listade i Catalogue of Life.